# Sudhamruta wesleyi
Sudhamruta wesleyi är en insektsart som beskrevs av Chandrasekhara A. Viraktamath och Anantha Murthy 1999. Sudhamruta wesleyi ingår i släktet Sudhamruta och familjen dvärgstritar. Inga underarter finns listade i Catalogue of Life.